# Водяна черв'яга пласкохвоста
Водяна черв'яга пласкохвоста (Typhlonectes compressicauda) — вид земноводних з роду Водяна черв'яга родини Водяні черв'яги. Інша назва «кайєнська черв'яга».

## Опис
Загальна довжина досягає 52,3 см, інколи сягає 60 см. Голова відносно товста й широка. Очі вкриті шкірою. Має 4 рядки зубів, які вигнуті і, в цілому розширені в основі без гострих кінців. Щупальця розташовані під носовим отвором. Розвинені обидві легені. Також може дихати шкірою. Особливістю цієї амфібії є наявність великого вмісту гемоглобіну. Тулуб дуже сплощений, особливо на кінці (назва хвіст умовна, так як ці черв'яги не мають хвостів), де розташовується кіль. Звідси походить назва цього виду. Присутні 81—86 первинних кілець. Забарвлення темно-сіре.

## Спосіб життя
Полюбляє невеличкі стоячі або мулисті водойми. Практично усе життя проводить у воді, де може знаходитися до 100 хв. при 24 °C. Активні вночі. Живляться водними членистоногими, падлом, креветками, лялечками твердокрилих.
Статева зрілість настає у 3 роки. Розмноження відбувається у період дощів (з грудня до серпня). У неї внутрішнє запліднення. Вагітність триває до 6 місяців. Самиця народжує 2—6 дитинчат.

## Розповсюдження
Мешкає від Колумбії до Гаяни, також часто зустрічається у північній Бразилії та північно-східному Перу.